# Hotell Foresta

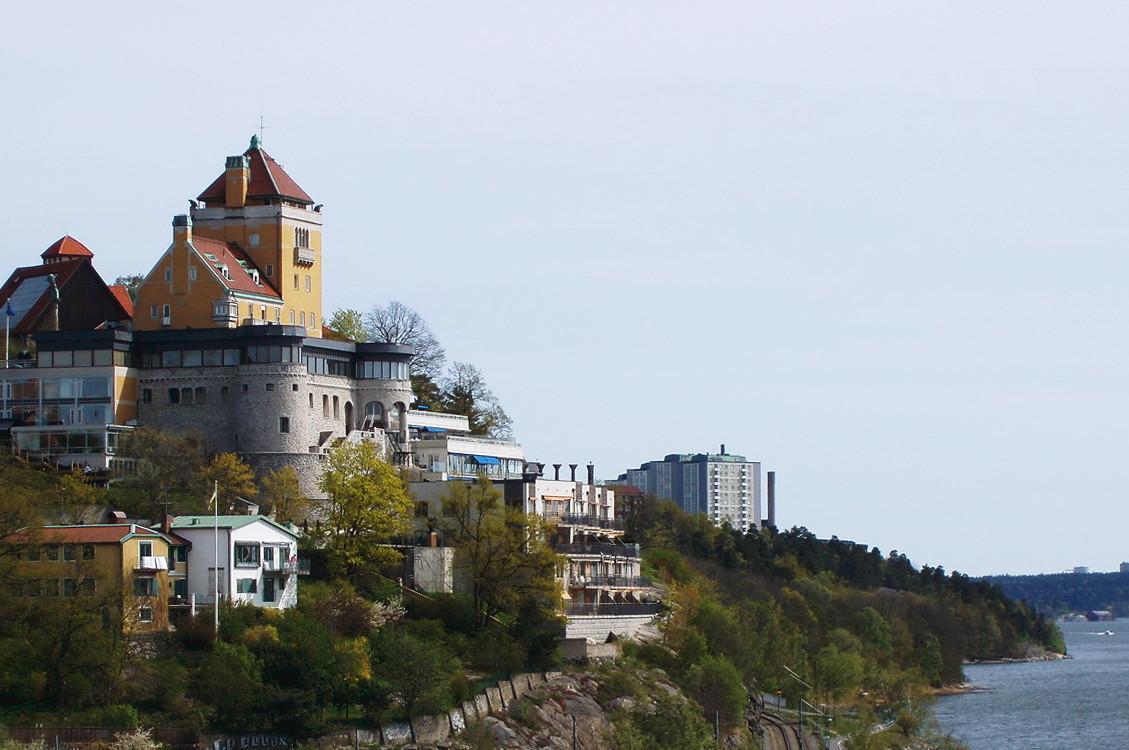
Scandic Foresta på Herserudsklippan, Lidingö. Foto: 2007.

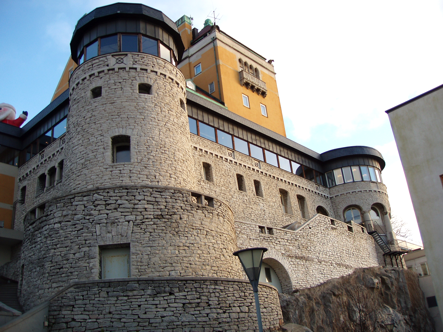
Scandic Foresta, Lidingö, den nedre borgdelen byggd med kalksten från Gotland. Foto: 2006.

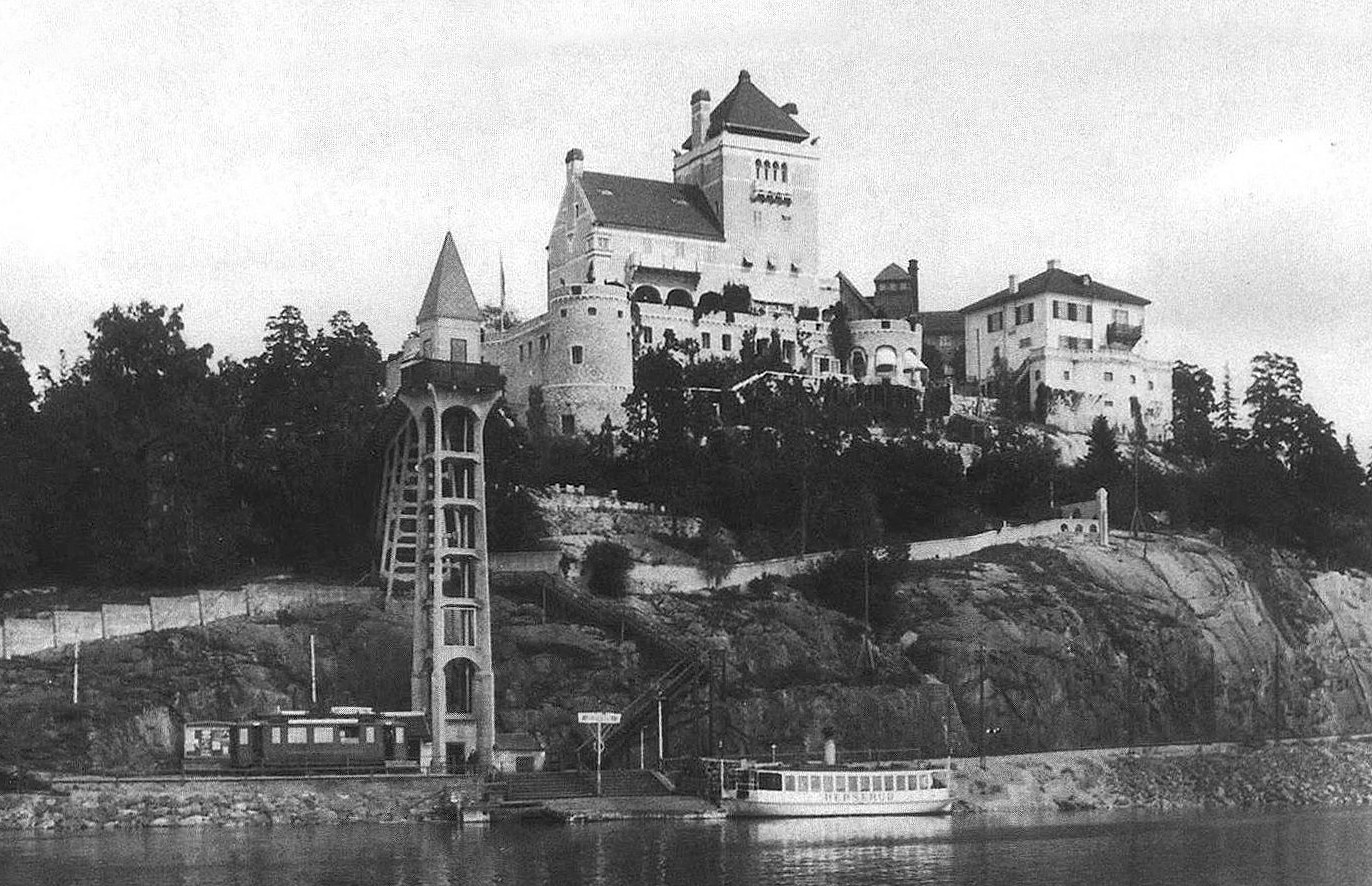
Villa Foresta med eldriven hiss från färjeläget upp till Herserud och en stenmur längs gränsen för fastighetskvarteret "Södermanland" ner mot Lilla Värtan som det såg ut 1915.

Villa Foresta, tidigare Scandic Foresta, eller i dagligt tal enbart Foresta, är en hotell- och konferensanläggning på södra Lidingö i stadsdelen Herserud, strax söder om Lidingöbrons landfäste.

## Historia
Foresta, ursprungligen kallat Villa Foresta omfattande byggnaden som framgår av bilden från 1915, uppfördes för Wilhelmina Skogh som privatbostad under åren 1908–1910 när hon var VD för Grand Hôtel i Stockholm. Villan byggdes efter förebilder från medeltida riddarborgar som hon hade sett på sina många resor till Italien via Rhendalen i Tyskland. Arkitekter var Ernst Stenhammar och Edvard Bernhard, samma arkitekter som låg bakom Grand Hôtel Royal. Hon döpte huset efter sitt efternamn Skogh – 'skog' på italienska: foresta. Borgdelen är uppförd i kalksten från Gotland. Platsen med utsikt över Lilla Värtan mot Stockholm påminde henne om utsikten från Fårö i närheten av Broa gård vid Fårösund där hon växte upp. 1922 sålde hon fastigheten till ett aktiebolag.
När hon hade lämnat posten som VD för Grand Hôtel i december 1910, använde Skogh Villa Foresta som privatbostad fram till 1922, på slutet även kombinerad med en reguljär restaurangrörelse, men inkomsterna från restaurangrörelsen blev inte tillräckliga för att täcka kostnaderna för den stora fastigheten och hennes ekonomiska situation blev prekär. Hon försökte en tid att donera hela fastigheten till Lidingö stad (dåvarande köping) för användning i kommunal verksamhet som sjukhem eller dylikt mot att hon skulle få uppbära en årlig livränta så länge hon levde, men staden avböjde erbjudandet med hänvisning till Lidingös ansträngda ekonomi vid den tiden. Hon blev därför tvingad att sälja hela fastigheten för att kunna betala av sina banklån och förlorade därmed också den enda inkomstkälla hon hade haft i restaurangrörelsen på Foresta. Ett aktiebolag bildades, som 1922 tog över fastigheten inklusive samtliga inventarier.
År 1931 köpte Anders Sandrew, företagaren inom filmindustrin, byggnaden och drev där restaurangverksamhet i många år. 
Byggmästare Nils Nessen köpte Foresta 1954 och öppnade hotell 1957. Den ursprungliga borgliknande villan bevarades och hotellet uppdelades på flera byggnader ritade av arkitekt Hack Kampmann. Interiörerna skapades av formgivaren och chefen för NK:s textilkammare Astrid Sampe. Bland kända gäster som bott på hotellet återfinns The Beatles och Josephine Baker. Nils Nessen drev hotellet fram till 1978 då han sålde fastigheten till TCO.
Foresta har under årens lopp byggts ut med separata hotellbyggnader bakom den ursprungliga villan och genomgått omfattande renoveringar vid ett flertal tillfällen, men huvudbyggnaden har behållit sin karakteristiska stil av riddarborg och utgör ett välkänt kännetecken för Lidingö, väl synligt från Lidingöbron. Den ursprungligen öppna terrassen överst på borgdelen glasades in efter 1929 när Foresta hade övergått till hotellrörelse. 
På 1990-talet såldes en del av fastigheten nedanför Foresta mot vattnet och uppläts för att bygga de terrasserade bostadsrätter som står där idag.
Forestas hotellrörelse drevs fram till 31 januari 2009 av Förvaltnings AB Foresta inom hotellkedjan Best Western Hotels. Från 1 februari 2009 hyrde man ut restaurang-, konferens- och hotellrörelsen till hotellkedjan Scandic under namnet Scandic Foresta. Hotellfastigheten köptes hösten 2014 av fastighetsbolaget Altira AB. I slutet av 2023 lämnade Scandic Foresta som därefter blev en del av Stockholm Meeting Selection under det gamla namnet Villa Foresta.

### Fotnoter
1. ↑  I samband med byggandet av Foresta uppförde Edvard Bernhard en privat villa för sin familj i Herserud.
2. ↑  W. Skogh som var affärskvinna ut i fingerspetsarna använde vid flera tillfällen överenskommelser med ersättningskrav av typen "så länge jag lever"; (1) livränta som ersättning vid ett erbjudande att donera fastigheten till Lidingö stad; (2) telefon gratis när hon skänkte privat uppförda telefonlinjer i Dalarna till staten; (3) vid behov, en hyresfri lägenhet med fri mat på Grand Hôtel när hon lämnade VD-posten 1910.
3. ↑  ”Det nya Foresta”. Dagens Nyheter. 23 september 1955. https://arkivet.dn.se/?phrases=Aladåb--Pasta. Läst 2 maj 2020.
4. ↑  ”TCO köper Foresta”. Svenska Dagbladet. 24 juni 1977. https://www.svd.se/arkiv. Läst 28 april 2020.
5. ↑  ”Stjärnkock till Villa Foresta”. https://www.fastighetsvarlden.se/notiser/stjarnkock-till-villa-foresta/. Läst 8 januari 2025.